# パンテリス・カフェス
パンテリス・カフェス（ギリシア語: Παντελής Καφές, ラテン文字表記: Pantelis Kafes, 1978年6月24日 - ）は、ギリシャ・ヴェリア出身の元同国代表サッカー選手。現役時代のポジションはミッドフィールダー。

## 経歴
中盤の選手ながらゴールキーパーによく使用される背番号1を着用していた。中盤の右サイドから中央がプレーエリアであり、創造性溢れるパスが評価されている。
2011-12シーズン限りでAEKアテネFCを退団。レンジャーズFCの入団テストを受けたが同クラブの財政問題により破談となった。2か月のフリー期間を経て、2012年8月31日に故郷のクラブであるヴェリアFCへ加入した。10月6日のアトロミトスFC戦で移籍後初ゴールを記録。キペロ・エラーダスにも出場し、クラブは準決勝まで進出した。ウィンターブレイク中に放出され、2013年2月にはMLSに所属するフィラデルフィア・ユニオンのトライアルを受けた。

## タイトル

### クラブ
PAOK
- キペロ・エラーダス : 2001, 2003

オリンピアコス
- ギリシャ・スーパーリーグ : 2004-05, 2005-06
- キペロ・エラーダス : 2005, 2006

AEKアテネ
- キペロ・エラーダス : 2011

## 代表
ギリシャ
- UEFA欧州選手権 : 2004